# 坂戸市立千代田小学校
坂戸市立千代田小学校（さかどしりつ ちよだしょうがっこう）は、埼玉県坂戸市千代田2丁目にある公立小学校。

## 沿革
- 1976年（昭和51年）
  - 1月22日 - 公募により校名を坂戸町立千代田小学校と決定。この日（1月22日）を開校記念日と定めた。
  - 4月1日 - 坂戸町立千代田小学校開校。
  - 9月1日 - 坂戸町の市制施行により、坂戸市立千代田小学校と改称。
- 1977年（昭和52年）11月22日 - 開校記念式典挙行し、校歌制定。
- 1980年（昭和55年）4月1日 - 南小学校開校による学区変更のため、348名の児童が転出。
- 1983年（昭和58年）3月30日 - 児童数増加により、軽量鉄骨校舎6教室の増築工事。
- 1986年（昭和61年）1月18日 - 開校10周年記念式典挙行。
- 1996年（平成8年）1月20日 - 開校20周年記念式典挙行。同日、学校木を「ツゲ」、学校花を「コスモス」と決定。
- 2005年（平成17年）10月22日 - 開校30周年記念式典挙行。
- 2012年（平成24年）
  - 9月21日 - 校庭防球ネット増設工事完了。
  - 9月28日 - 屋内運動場耐震補強工事完了。
  - 10月15日 - 校舎耐震補強第1期工事完了。
  - 12月28日 - 都市ガス切替等工事完了。
- 2013年（平成25年）
  - 7月19日 - プール改修等工事完了。
  - 10月31日 - 校舎耐震補強第2期工事完了。
- 2014年（平成26年）
  - 2月10日 - プレハブ校舎解体工事完了。
  - 9月10日 - ブロック塀改修工事完了。
- 2019年（令和元年）9月30日 - トイレ改修工事完了。
- 2021年（令和3年）
  - 3月16日 - GIGAスクール学習用端末を導入。
  - 11月4日 - 被曝樹木「アオギリ二世」を植樹。

## 教育目標
- よく学び、心豊かで、たくましい児童の育成
- かしこく やさしく たくましく

## 通学区域と進学先中学校
出典

### 通学区域
- 柳町
- 千代田1丁目
- 千代田2丁目
- 大字栄
- 大字石井（市道北坂戸名細線を境に西側）
- 大字塚越（市道北坂戸名細線を境に西側）
- 坂戸都市計画事業石井土地区画整理事業施行地区内（18街区、22-1街区から29街区まで、32街区から51街区まで、75街区から88街区まで及び95街区から107街区まで）
- 八幡1丁目
- 関間1丁目（国道407号線を境に東側）
- 関間2丁目

### 進学先中学校
公立中学校に進学する場合
- 坂戸市立千代田中学校

## 周辺
- ウエルシア坂戸柳町店 - 坂戸市道を挟んで、敷地が隣接。
- 谷頭公園
- 坂戸市立千代田中学校
- 千代田団地集会所
- 東京電力パワーグリッド坂戸変電所
- 千代田一区集会所
- 稲荷久保公園
- 坂戸市立南小学校

## アクセス

### 電車の場合
東武東上線坂戸駅北口より徒歩約15分。坂戸郵便局本局より北へ100m。

### 自動車の場合
関越自動車道「鶴ヶ島インターチェンジ」から国道407号を東松山方面に約3km。